# 木邦
木邦，又稱孟邦、孟都等，撣族土司。位於今緬甸撣邦興威，薩爾溫江之西。歸附元朝時為雲南行省下的木邦路軍民總管府，領三甸。歸附明朝時設置木邦府，後改為木邦司，但在17世纪初（明万历年间）为缅甸东吁王朝占领（见明缅战争），到19世紀被英国占领后成為英属缅甸的一部份。緬甸獨立之後，為地方軍所據，現屬撣邦轄下的單位，主要民族為撣族及克欽族，其餘有德昂族、緬族、漢族、傈僳族。這国家是曼尼普尔史家口中的蓬王国，曾非常強大，版图由德宏至特里普拉。